# Silke Hörner
Silke Hörner (Leipzig, 12 september 1965) is een Oost-Duits zwemster. 

## Biografie
Hörner won tijdens de Olympische Zomerspelen 1988 de gouden medaille op de 200m schoolslag en de 4x100m wisselslag.

## Internationale toernooien
| Jaar | Olympische Spelen                                     | WK Langebaan                                                                              | EK Langebaan                                          |
| ---- | ----------------------------------------------------- | ----------------------------------------------------------------------------------------- | ----------------------------------------------------- |
| 1981 |                                                       |                                                                                           | 8e 100m schoolslag                                    |
| 1982 |                                                       | 8e 100m schoolslag · 5e 200m schoolslag · 4x100m wisselslag · Hörner zwom enkel de series |                                                       |
| 1983 |                                                       |                                                                                           |                                                       |
| 1984 | boycot Oostblok                                       |                                                                                           |                                                       |
| 1985 |                                                       |                                                                                           | 100m schoolslag · 200m schoolslag                     |
| 1986 |                                                       | 100m schoolslag · 200m schoolslag                                                         |                                                       |
| 1987 |                                                       |                                                                                           | 100m schoolslag · 200m schoolslag · 4x100m wisselslag |
| 1988 | 100m schoolslag · 200m schoolslag · 4x100m wisselslag |                                                                                           |                                                       |

1924: Lucy Morton ·
1928: Hilde Schrader ·
1932: Clare Dennis ·
1936: Hideko Maehata ·
1948: Nel van Vliet ·
1952: Éva Székely ·
1956: Ursula Happe ·
1960: Anita Lonsbrough ·
1964: Galina Prozoemensjtsjikova ·
1968: Sharon Wichman ·
1972: Beverley Whitfield ·
1976: Marina Kosjevaja ·
1980: Lina Kačiušytė ·
1984: Anne Ottenbrite ·
1988: Silke Hörner ·
1992: Kyoko Iwasaki ·
1996: Penelope Heyns ·
2000: Ágnes Kovács ·
2004: Amanda Beard ·
2008: Rebecca Soni ·
2012: Rebecca Soni ·
2016: Rie Kaneto ·
2020: Tatjana Schoenmaker ·
2024: Kate Douglass
1960: Burke, Kempner, Schuler, von Saltza ·
1964: Ferguson, Goyette, Stouder, Ellis ·
1968: Hall, Ball, Daniel, Pedersen ·
1972: Belote, Carr, Deardurff, Neilson ·
1976: Richter, Anke, Pollack, Ender ·
1980: Reinisch, Geweniger, Pollack, Metschuck ·
1984: Andrews, Caulkins, Meagher, Hogshead ·
1988: Otto, Hörner, Weigang, Meißner ·
1992: Loveless, Nall, Ahmann-Leighton, Thompson ·
1996: Botsford, Beard, Martino, Van Dyken ·
2000: Bedford, Quann, Thompson, Torres ·
2004: Rooney, Jones, Thomas, Henry ·
2008: Seebohm, Jones, Schipper, Trickett ·
2012: Franklin, Soni, Vollmer, Schmitt ·
2016: Baker, King, Vollmer, Manuel ·
2020: K. McKeown, Hodges, E. McKeon, Campbell ·
2024: Smith, King, Walsh, Huske